# 塙野ひろ子
塙野ひろ子（こうのひろこ、3月20日生）は、日本のフリーアナウンサー 、講師。神奈川県茅ヶ崎市出身。血液型B型。
日本大学芸術学部放送学科卒業後、TBS・TVワイドショーの公募オーディションに受かったのを皮切りに、フリーアナウンサーとして、テレビ＆ラジオ番組に多数出演。
東京ディズニーランド開園時、オーディションでオフィシャルヴォイスの一人に選ばれて以来、パーク内のアナウンスを担当。17年間、アンバサダー就任式典をはじめ、ニューアトラクションのプレス対応セレモニー、企業関連イベントなどの司会を務めた。また、豪華客船「飛鳥」の初代クルーズディレクターとして、船内サービスの企画・運営を1年間担当。28か国のクルーたちと、南太平洋を中心にクルーズ。寄港地は、香港～シンガポール～インドネシア～オーストラリア～ニュージーランド。他釜山・上海及び国内各地に及ぶ。
大学時代に舞台中継の第一人者である元NHKアナウンサーの高橋博に語りを、放送脚本家の西沢実に朗読の手ほどきを受け、その後、俳優・ナレーターの伊藤惣一に師事する。舞台公演などの朗読ライブ活動の他、声優を目指す学生や一般向けにも、指導を行っている。

## 経歴

### かつての所属プロダクション
圭三プロダクション、プロダクション・アワーズ

### 主な出演番組

#### (テレビ)
- 奥様8時半です - （TBSテレビ）、事件レポーター
- 三枝の国盗りゲーム - （朝日放送テレビ）、クイズ出題者
- おはよう!ナイスディ - （フジテレビ）、レポーター
- ショットガン - （フジテレビ）、ニュースレポーター
- ウイークエンド情報かながわ - （tvk）、キャスター
- おしゃべりトマト - （tvk）、キャスター
- 新春対談～市長に聞く - （千葉テレビ放送）、司会
- 美の伝統 - （テレビ東京）、アシスタント
- 特番「明日への選択」 - （NHK-BS）、ナレーター

#### (ラジオ)
- 日野ミッドナイトグラフィティ 走れ!歌謡曲 - （文化放送）、パーソナリティー
- あなたの日曜日 - （TOKYO FM）、DJ
- MUSICトライアル - （J-WAVE）、ナビゲーター
- FM歌謡ダイアリー - （エフエム大阪）、DJ
- 山本雄二の出会いゾクゾク西東 - （KBS京都）、アシスタント
- ピープルナ - （ミュージックバード）、インタビュアー
- 文化の泉～シネマアベニュー - （ミュージックバード）、ナビゲーター

#### (コマーシャル)
- いすず・ミュージック・バイ・サンセット - （ラジオ日本）、CMインタビュー
- レブロン株式会社
- コロムビアミュージックエンタテインメント - ニューシングル発売スポットラジオCM
- 週刊TVガイド - 東京ニュース通信社、TV・CM出演
- 東北電力 - TV・CM出演

#### (その他)
- 東京ディズニーランド- テーマパーク内アナウンス
- 全日空スカイチャンネル 「全日空寄席」 - ナビゲーター
- ことのは出版音声ガイド「ごんぎつね」「うた時計」 - 朗読
- ANAパイロット＆ANAキャビンアテンダント - 訓練用VPナレーション
- レインボー・マース「ビンヤサ・ヨガ」 DVD3巻 - ナレーション

#### (雑誌)
- (株)潮出版「婦人と暮らし」「パンプキン」 - インタビュー記事
- (株)東京ニュース通信社「船の旅」 - 取材記事

## 講師歴
- 実践女子大学短期大学部 日本語コミュニケーション学科 非常勤講師
- 日本経済大学 経営学科 非常勤講師
- 桐蔭横浜大学 スポーツ健康政策学部　非常勤講師
- インターナショナルスクールオブビジネス 非常勤講師
- 尚美ミュージックカレッジ専門学校 声優学科 非常勤講師

## 講師等の資格
- 英語教員資格I、II級
- 日本語教育能力検定試験合格
- 住環境福祉コーディネーター3級
- 一般社団法人キャリア教育協会 認定講師
- 一般社団法人色彩芸術研究機構 理事・講師
- 一般財団法人　国際技能・技術振興財団 認知症予防音楽ケア体操指導員